# Kawasaki Ninja 150
La Ninja 150RR (KR 150K & KR 150P) es una motocicleta de la casa japonesa Kawasaki, construida por primera vez en 1999 y en su mayoría para el mercado asiático.
También se le llama KRR ZX 150, ZX-KRR 150, ZX 150, KRR 150, ZX-150RR o KR 150 dependiendo del país y el modelo, la denominación Ninja representa la versión más sencilla de este segmento.

## La motocicleta
Esta motocicleta es considerada como "nivel de entrada" al segmento de Kawasaki Ninja, debido a que presenta unas características deportivas similares a sus compañeras de más alto cilindraje.
La primera serie in Indonesia, introducida solamente como Ninja 150 (KR 150C), venía sin la válvula "Súper KIPS", En 1997 llega la versión Ninja 150R (KR 150C) con carburador Keihin PWI de 26 mm, Mientras que en 2002 llega la Ninja 150RR KIPS (KR 150K) caracterizada por la válvula Super KIPS.
La segunda serie de la motocicleta se caracterizaba principalmente por la utilización del sistema HSAS (High Performance Secondary Air System) para reducir las emisiones de gases, otra renovación en la segunda serie fue el motor, sin muchas modificaciones relevantes. se non per l'utilizzo di una sola versione del propulsore.